# Solheim Cup 1992
Navigation
1990 1994
La Solheim Cup 1992 est la deuxième édition de la Solheim Cup et s'est déroulée du 2 octobre 1992 au 4 octobre 1992 sur le parcours du Dalmahoy Country Club à Édimbourg en Écosse. L'Europe remporte sa première victoire en Solheim Cup.

## Les équipes
Par rapport à l'édition précédente, chaque équipe comporte deux joueuses de plus, soit dix joueuses par équipe. Les capitaines sont les mêmes que pour l'édition précédente. 
| États-Unis           | États-Unis       | Europe            | Europe           |
| -------------------- | ---------------- | ----------------- | ---------------- |
|                      |                  |                   |                  |
| Capitaines           |                  |                   |                  |
| Kathy Whitworth      | Kathy Whitworth  | Mickey Walker     | Mickey Walker    |
| Joueuse              | Note             | Joueuse           | Note             |
| Danielle Ammaccapane | Rookie           | Helen Alfredsson  | 2e participation |
| Pat Bradley          | 2e participation | Laura Davies      | 2e participation |
| Brandie Burton       | Rookie           | Florence Descampe | Rookie           |
| Beth Daniel          | 2e participation | Kitrina Douglas   | Rookie           |
| Juli Inkster         | Rookie           | Trish Johnson     | 2e participation |
| Betsy King           | 2e participation | Liselotte Neumann | 2e participation |
| Meg Mallon           | Rookie           | Alison Nicholas   | 2e participation |
| Dottie Mochrie       | 2e participation | Catrin Nilsmark   | Rookie           |
| Deb Richard          | Rookie           | Dale Reid         | 2e participation |
| Patty Sheehan        | 2e participation | Pam Wright        | 2e participation |

## Compétition

### Vendredi

#### Foursomes
| Drapeau des États-Unis          | Résultats  |                                    |
| ------------------------------- | ---------- | ---------------------------------- |
| Betsy King/Beth Daniel          | 1 up       | Laura Davies/Alison Nicholas       |
| Pat Bradley/Dottie Mochrie      | 2 & 1      | Helen Alfredsson/Liselotte Neumann |
| Danielle Ammaccapane/Meg Mallon | 1 up       | Florence Descampe/Trish Johnson    |
| Patty Sheehan/Juli Inkster      | égalité    | Dale Reid/Pam Wright               |
| 1 ½                             | Session    | 2 ½                                |
| 1 ½                             | Au général | 2 ½                                |

### Samedi

#### 4 balles meilleure balle
| Drapeau des États-Unis     | Résultats  |                                    |
| -------------------------- | ---------- | ---------------------------------- |
| Patty Sheehan/Juli Inkster | 1 up       | Laura Davies/Alison Nicholas       |
| Brandie Burton/Deb Richard | égalité    | Florence Descampe/Trish Johnson    |
| Betsy King/Meg Mallon      | 1 up       | Dale Reid/Pam Wright               |
| Pat Bradley/Dottie Mochrie | égalité    | Helen Alfredsson/Liselotte Neumann |
| 2                          | Session    | 2                                  |
| 3 ½                        | Au général | 4 ½                                |

### Dimanche

#### Simples
| Drapeau des États-Unis | Résultats  |                   |
| ---------------------- | ---------- | ----------------- |
| Brandie Burton         | 4 & 2      | Laura Davies      |
| Danielle Ammaccapane   | 4 & 3      | Helen Alfredsson  |
| patty Sheehan          | 2 & 1      | Trish Johnson     |
| Juli Inkster           | 3 & 2      | Alison Nicholas   |
| Beth Daniel            | 2 & 1      | Florence Descampe |
| Pat Bradley            | 4 & 3      | Pam Wright        |
| Meg Mallon             | 3 & 2      | Catrin Nilsmark   |
| Deb Richard            | 7 & 6      | Kitrina Douglas   |
| Betsy King             | 2 & 1      | Liselotte Neumann |
| Dottie Mochrie         | 3 & 2      | Dale Reid         |
| 3                      | Session    | 7                 |
| 6 ½                    | Au général | 11 ½              |